# Пастирско-богословско училище „Свети Кирик“
Пастирско-богословското училище „Свети Кирик“ (на руски: Пастырско-богословское училище святого Кирика) е несъществуващо учебно заведение, помещавало се в Горноводенския манастир.
Открито е от епископ Дамян Царицински в 1922 г. Създадено е от Пловдивската митрополия на Българската екзархия и Руската православна църква зад граница (РПЦЗ) за подготовка на свещено- и църковнослужители за православните руснаци извън Русия. След смъртта на архиепископ Дамян е закрито в 1936 г.

## История

### Основаване
На 20 ноември 1921 година епископ Дамян Царицински, емигрирал поради Гражданска война в Турция, се обръща към Временното руско църковно управление зад граница с предложение за отваряне в Цариград на пастирско и богословско училище. От Цариград епископът влиза в кореспонденция със Синода на Българска православна църква. На 4/17 януари 1922 година с решение на Висшето руско църковно управление зад граница на епископ Дамян е „разрешено да открие в България проектираното от него пастирско училище, но така че издържането му да не пада върху бюджета на Върховното църковно управление.“
На епископ Дамян е предаден за управление западналият женски Горноводенски манастир край Станимака, от Пловдивската епархия. В него в 1922 година е създадено училище за подготовка на свещено- и църковнослужители за руснаците зад граница. На 11/24 септември същата година епископ Дамян изпраща до Временния архиерейски синод на РПЦЗ писмо, в което пише: „Свещенният Български Синод, по моя молба, ме назначи за игумен на ставропигиалния манастир „Свети Кирик“, Пловдивска епархия, където с разрешението на Висшето църковно управление откривам пастирско-богословско училище“.
Манастирът и училището се издържат с дарения от барон Пьотър Врангел и от фонда на Мария Фьодоровна. По думите на професор Антон Карташев „създаването на Пастирско-богословското училище в манастира „Свети Кирик“ е реализация на стари идеи за създаване на духовна школа на Балканите. Участие в обсъждането на тази идея взима и мецената на руското студентство, американският професор Томас Уитмор“.
Към 1936 година училището завършват 50 духовници, като освен руснаци сред тях има българи, гърци, сърби и немци.

### Закриване
На 19 април 1936 година умира ректорът на училището архиепископ Дамян. Временно изпълняващ длъжността игумен на манастира „Свети Кирик“ и началник на училището става йеромонах Николай - свещеник в Лясково. Оказва се, че манастирът е бил предоставен лично на архиепископ Дамян заради високия му сан и училището трябва да бъде закрито. Архиепископ Серафим Богучарски, оглавяващ руските задгранични православни енории на българска територия, напразно се опитва да спаси училището под натиска от църковните и светските власти в България за закриването му. По думите на архиепископ Серафим: „Считам за свой дълг да кажа, че Българският синод и правителството имаха отрицателно отношение към това училище и многократно са ми заявявали, че това училище не е нужно на Българската църква. Имам документ от Българския синод, който ми забранява да посвещавам завършилите пастирското училище за свещеници за българските енории.“ На 24 април 1936 година управляващият Пловдивската епархия епископ Харитон Драговитийски, пише на архиепископ Серафим: „В манастира „Свети Кирик“ нещата вървят според писмената ви молба. Продължаването на съществуването на пастирско-богословския курс след смъртта на архиепископ Дамян се оказва е невъзможно в този манастир, както и пребиваването там на немонашески лица“..
На Синода на РПЦЗ в тази ситуация се отдава само да измоли на студентите да се разреши да минат през изпитната сесия. Въпреки че в резултат на преговорите ръководството на Българската църква на думи се съгласява със съществуването на училището, то поставя условие в него да участ само руснаци с последващо ръкополагане в РПЦЗ, което означава смъртна присъда за училището. Светият Синод на Българската православна църква обаче дава една година срок за закриване на училището. От 1 октомври 1936 година за игумен е назначен Тихон Варламов. Съгласно описа за приемане тук се водят евангелие, обковано в сребро, кутия със свети мощи, завеси на царските врати, машина за веене, каруца, циклостил, две пишещи машини, клепало желязно и др. Училището по това време е ползвало 29 манастирски стаи, останалите са били за монаси, гости и курортисти.

## Преподаватели
- Ректор: епископ Дамян Царицински
- Секретар: профессор Михаил Поснов[6]
- свещеник Михаил Шишкин
- свещеник Владимир Иваницки
- свещеник Михаил Калнев
- свещеник Е. Череповецки
- професор Б. В. Остроумов
- професор К. И. Омшански
- професор В. И. Лазарев